# Everybody's Golf 2
Everybody's Golf 2 (みんなのGOLF2, Minna no Golf 2) ou intitulé Hot Shots Golf 2 en Amérique du Nord, est un jeu vidéo de golf, développé par Clap Hanz et édité par Sony Computer Entertainment. Le jeu sort sur PlayStation en 1999 au Japon ainsi qu'en 2000 en Amérique du Nord et en Europe ; puis, il sort sur PlayStation 3 (via le PSN) en 2006 au Japon et en Amérique Nord puis finalement en Europe, l'année suivante.
Il s'agit du deuxième opus de la série Everybody's Golf.

## Réception
Everybody's Golf 2 est bien accueilli par la critique comme le montre GameRankings, un site d'agrégateur de notes, qui obtient une note moyenne du jeu égale à 82,97 % en se basant sur un total de 17 avis de journalistes spécialisés.